# Sam Reid
Sam Reid (Nova Gales do Sul, 19 de fevereiro de 1987) é um ator australiano, conhecido por seu papel como Lestat de Lioncourt na série de televisão Entrevista com o Vampiro da AMC.

## Biografia
Reid nasceu na parte rural de Nova Gales do Sul, Austrália. É o irmão mais velho do ator Rupert Reid. Durante sua infância, estudou no Colégio Cranbrook, uma instituição de ensino privada dedicada apenas a meninos em Sydney, mais tarde, se mudou para Nova Iorque e em 2010, graduou-se na Academia de Música e Arte Dramática de Londres. A partir daí, fez dois filmes de grande repercussão e participou das séries Whitechapel, Spooks e Hatfields & McCoys.

## Filmografia
| Ano  | Título                   | Papel           |
| ---- | ------------------------ | --------------- |
| 2007 | All Saints               | Marty Arent     |
| 2011 | Anonymous                | Robert Devereux |
| 2011 | Spooks                   | Harry           |
| 2012 | Endeavour                | Brian Lomax     |
| 2012 | Whitechapel              | Damon Nelson    |
| 2012 | Hatfields & McCoys       | Tolbert McCoy   |
| 2012 | Inhuman Resources        | William Tucker  |
| 2013 | Agatha Christie's Marple | Nat Fletcher    |
| 2013 | The Railway Man          | Finlay          |
| 2013 | Belle                    | John Davinier   |
| 2014 | '71                      | Lt. Armitage    |
| 2014 | Serena                   | Vaughn          |
| 2014 | Despite the Falling Snow | Alexander       |
| 2014 | The Riot Club            | Hugo            |
| 2015 | The Second Coming        | Joe Panther     |
| 2015 | The Astronaut Wives Club | John Glen       |